# Casimiro Gómez Ortega

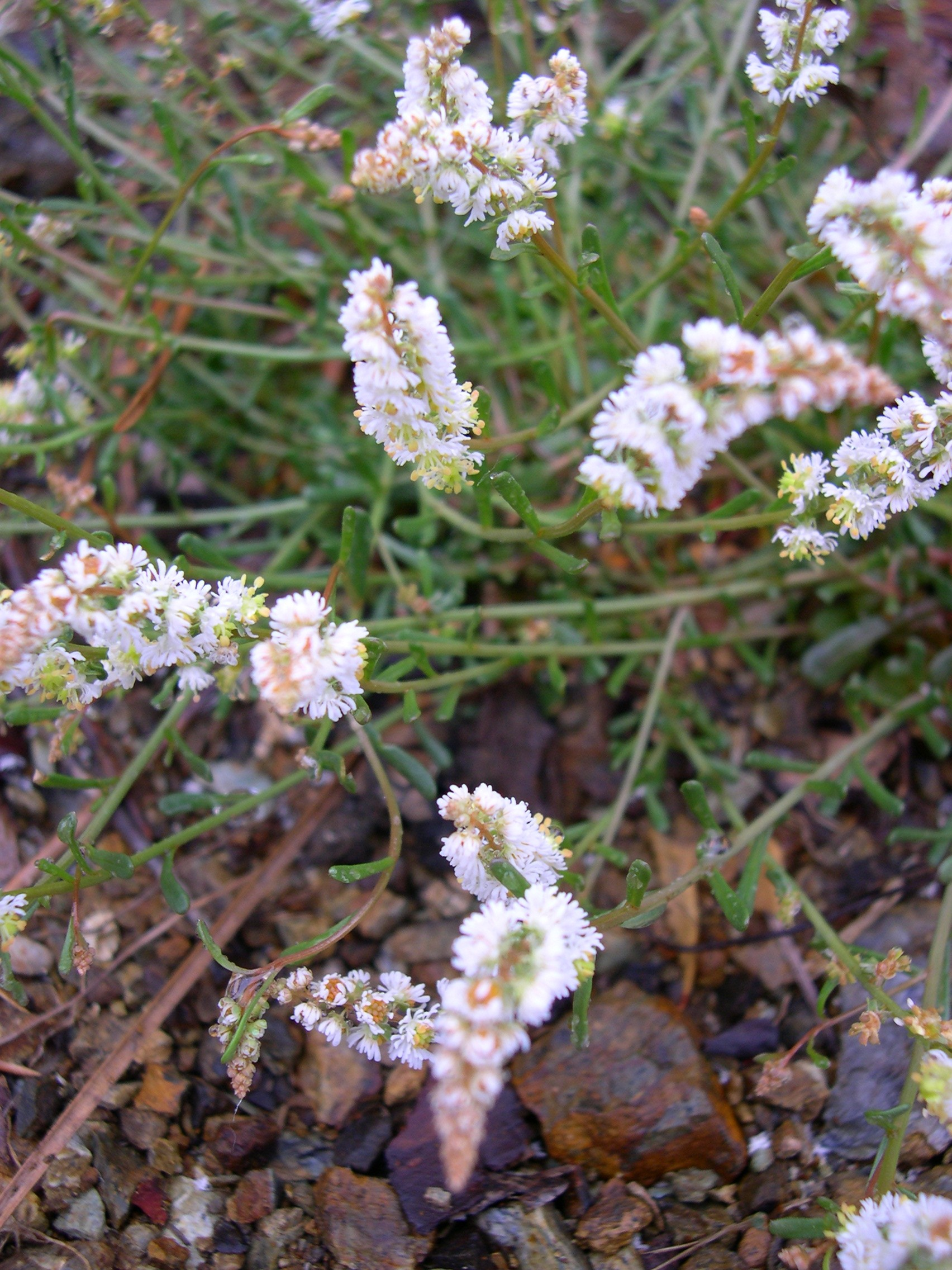
Sesamoides pygmaea. Släktet Sesamoides beskrevs av Gómez Ortega.

Casimiro Gómez de Ortega (född den 4 mars 1741 i Añover de Tajo, Toledo, Spanien, död den 30 augusti 1818 i Madrid, Spanien) var en spansk läkare och botanist som var den första direktorn vid Real Jardín Botánico de Madrid. Under Karl III av Spanien ledde Gómez de Ortega den botaniska trädgårdens utveckling till en plats för att speciellt samla och studera de växter som insamlades av europeiska upptäcktsresande. Gómez de Ortega publicerade åtskilligt om växtarter från de spanska upptäcktsfärderna till Sydamerika och om ekonomisk botanik.
Han beskrev släktena Echeandia (Anthericaceae), Maurandya (Plantaginaceae), Pascalia (Asteraceae) och Sesamoides (Resedaceae), samt ytterligare sexton som är synonymer, plus ett stort antal arter.
Det monotypiska släktet Gomortega (ett träd som är endemiskt för Chile) har uppkallats efter honom. 
Han invaldes som Fellow of the Royal Society 1777.
Auktorsnamnet Ortega kan användas för Casimiro Gómez Ortega i samband med ett vetenskapligt namn inom botaniken; se Wikipediaartiklar som länkar till auktorsnamnet.